# 馬凱特高地 (伊利諾伊州)
馬凱特高地（英語：Marquette Heights）是一個位於美國伊利諾伊州塔茲韋爾縣的城市。

## 地理
馬凱特高地的座標為40°37′02″N 89°36′14″W / 40.61722°N 89.60389°W，而該地的平均海拔高度為189米（即620英尺）。

## 人口
根據2010年美國人口普查的數據，馬凱特高地的面積為2.56平方千米，當中陸地面積為2.56平方千米，而水域面積為0.00平方千米。當地共有人口2824人，而人口密度為每平方千米1,103.13人。